# Aman Andom
Le major général Aman Andom (en amharique : አማን አንዶም, romanisé : āman āndom ; tigrigna : ኣማን ዓንዶም), né le 21 juin 1924 à Tsazega (en) (Érythrée italienne) et mort le 23 novembre 1974 à Addis Abeba (Éthiopie) est un militaire et homme d'État éthiopien d'ethnie tigrina, premier dirigeant du Derg, la junte militaire ayant renversé Haïlé Sélassié et mis fin de fait à l'Empire éthiopien millénaire. Il meurt assassiné par ses rivaux deux mois après le coup d'État.

## Biographie
Né en 1924 en Érythrée (alors colonie italienne), il suit des cours à l'école américaine de Khartoum, au Soudan (alors colonie anglo-égyptienne), où il apprend l'anglais et le français. Il participe à la résistance éthiopienne contre l'occupation italienne entre 1936 et 1941 dans le mouvement des Arbegnoch (patriotes)[réf. nécessaire]. Après 1941, il intègre le Cadet College de Khartoum, puis l'académie militaire de Sandhurst, où il acquiert une réputation de bon commandant. Il se retrouve à la tête de la troisième division lors du conflit entre l'Éthiopie et la Somalie en Ogaden (1963-1964). À la suite de ses victoires, il est surnommé « le Lion de l'Ogaden » ou encore « le Lion du désert ». Toutefois, Hailé Sélassié Ier décide de sanctionner Aman, pour avoir engagé des attaques en territoire somalien malgré des ordres contraires.   
De mai 1964 à juillet 1965, il est attaché militaire éthiopien à Washington D.C. ; à son retour en Éthiopie, le Negusse Negest le nomme au Sénat. En juillet 1974, Hailé Selassié le nomme chef des forces armées puis ministre de la Défense. Cette nomination s’explique par la volonté de mettre en avant une personnalité « libérale » afin d’atténuer la colère croissante de la population et des militaires.
La révolution éthiopienne entraîne la chute de la monarchie et le 15 septembre 1974, Aman devint le président du Conseil militaire administratif provisoire (Derg). Il est promu au rang de lieutenant général et est à la fois chef de l'État et du gouvernement. En même temps, il garde les postes de chef des forces armées et de ministre de la Défense. Alors que le Derg espère contrôler Aman, il parvient à s'affirmer à travers son charisme et sa personnalité. Le Derg décida alors, seulement deux mois après l'avoir nommé, de renvoyer Aman estimant qu'il était radical et « dictatorial ». Le 23 novembre 1974, Aman est assassiné à son domicile par des membres du Derg.
Natif de l'Érythrée, et donc Érythréen, Andom souhaitait la fin de la guerre civile pour l'indépendance de l'Érythrée, et pensait qu'il était possible d'intégrer son pays d'origine dans une vaste fédération éthiopienne républicaine, mais les indépendantistes de l'Érythrée refuseront de rejoindre la nouvelle Éthiopie, désormais républicaine, et libérée de la dictature de son Négus[réf. nécessaire].

### Sources
- Historical Dictionary of Ethiopia, David Hamilton Shinn et Thomas P. Ofcansky, Scarecrow Press, 2004, page 26.
- Lefort (René) [1981], Ethiopie, la révolution hérétique, Paris, Maspero, Cahiers libres 362, 420 p.